# Дикштейн, Самуэль
Самуэль Дикштейн (пол. Samuel Dickstein, 12.05.1851 г., Варшава, Царство Польское, Российская империя — 28.09.1939 г., Варшава, Польша) — польский математик, историк науки и педагог еврейского происхождения. Один из основателей польской еврейской партии «Zjednoczenie», которая выступала за ассимиляцию евреев. Основатель и издатель польских научных математических журналов «Wiadomości Matematyczne» и «Prace Matematyczno-Fizyczne». Брат биолога и популяризатора марксизма Шимона Дикштейна.

## Биография
Самуэль Дикштейн родился 12 мая 1851 году в Варшаве. В 1869 году он окончил Главную школу, которая вскоре была преобразована в Варшавский университет. В 1879 году в этом университете ему было присвоена научная степень магистра математики. С 1870 года Самуэль Дикштейн работал преподавателем математики в варшавской гимназии и в Школе экономики Гроненберга.
В 1884 году Самуэль Дикштейн вместе с А. Чаевичем основал математическо-физическую библиотеку, целью которой стало издание научных трудов по математике и физике.
В 1897 году Самуэль Дикштейн основал математический журнал «Wiadomości Matematyczne» (Математические новости). До начала II Мировой войны вышло 47 номеров этого журнала. В 1951 году издание «Wiadomości Matematyczne» было возобновлено Польским математическим обществом. Самуэль Дикштейн также основал журнал «Prace Matematyczno-Fizyczne» (Математическо-физические работы), который вышел в 48 номерах с 1888 года по 1951 год (в настоящее время выходит под названием «Commentationes Mathematicae (Prace Matematyczne)»).
В 1890 году Самуэль Дикштейн стал членом Познанского общества друзей наук. В 1893 году он стал членом-корреспондентом Польской академии наук. В 1906 году основал «Математическо-физический клуб», который позднее сыграл значительную роль в развитии польской математической науки. В 1907 году принимал участие в основании Варшавской публичной библиотеки.
С 1915 года Самуэль Дикштейн был профессором в Варшавском университете, где занимался алгеброй и теорией чисел. Самуэль Дикштейн занимался также историей науки. Материально поддерживал польского математика Эдварда Штамма. В конце XIX века Самуэль Дикштейн основал в Варшаве несколько средних общеобразовательных учреждений. Издал несколько учебников по математике и физике для средних школ.
В 1921 году Варшавский университет присвоил Самуэлю Дикштейну титул доктора философии Honoris causa.
Самуэль Дикштейн погиб 28 сентября 1939 года во время бомбардировки Варшавы и был похоронен на варшавском еврейском кладбище.

## Сочинения
- Karol Hertz, Samuel Dickstein, Teorya liczb złożonych i ich funkcyi, 1875;
- Samuel Dickstein, Wiadomość o pracach z dziedziny geometryi wielowymiarowej, 1888;
- Samuel Dickstein, O metodzie teleologicznej Hoene-Wrońskiego rozwiązywania równań algebraicznych, 1889;
- Samuel Dickstein, Foronomia Wrońskiego, 1890;
- Samuel Dickstein, Kanony logarytmów Hoene-Wrońskiego, 1890;
- Samuel Dickstein, Wiadomość bibliograficzna o badaniach historyczno-matematycznych w Polsce, 1890;
- Samuel Dickstein, Pojęcia i metody matematyki, 1891;
- Samuel Dickstein, Matematyka i rzeczywistość, 1893;
- Samuel Dickstein, Kilka słów o literaturze matematycznej polskiej w ciągu dwudziestolecia 1873—1892, 1895;
- Samuel Dickstein, Kopernik i odkrycia geograficzne za jego czasów, 1896;
- Samuel Dickstein, O najnowszych badaniach nad podstawami matematyki, 1905;
- Adam B. Danielewicz, Samuel Dickstein, Zarys arytmetyki politycznej, 1910;
- Samuel Dickstein, Jan Śniadecki, jako mistrz i krzewiciel nauk matematycznych w Polsce, 1931.

## Источник
- Henryk Kroszczor: Cmentarz Żydowski w Warszawie. Warszawa: Państwowe Wydawnictwo Naukowe, 1983, стр. 13. ISBN 83-01-04304-0.